# Sergio Ortolani
Sergio Ortolani (Roma, 1913 – 1984) è stato un architetto italiano.

## Biografia

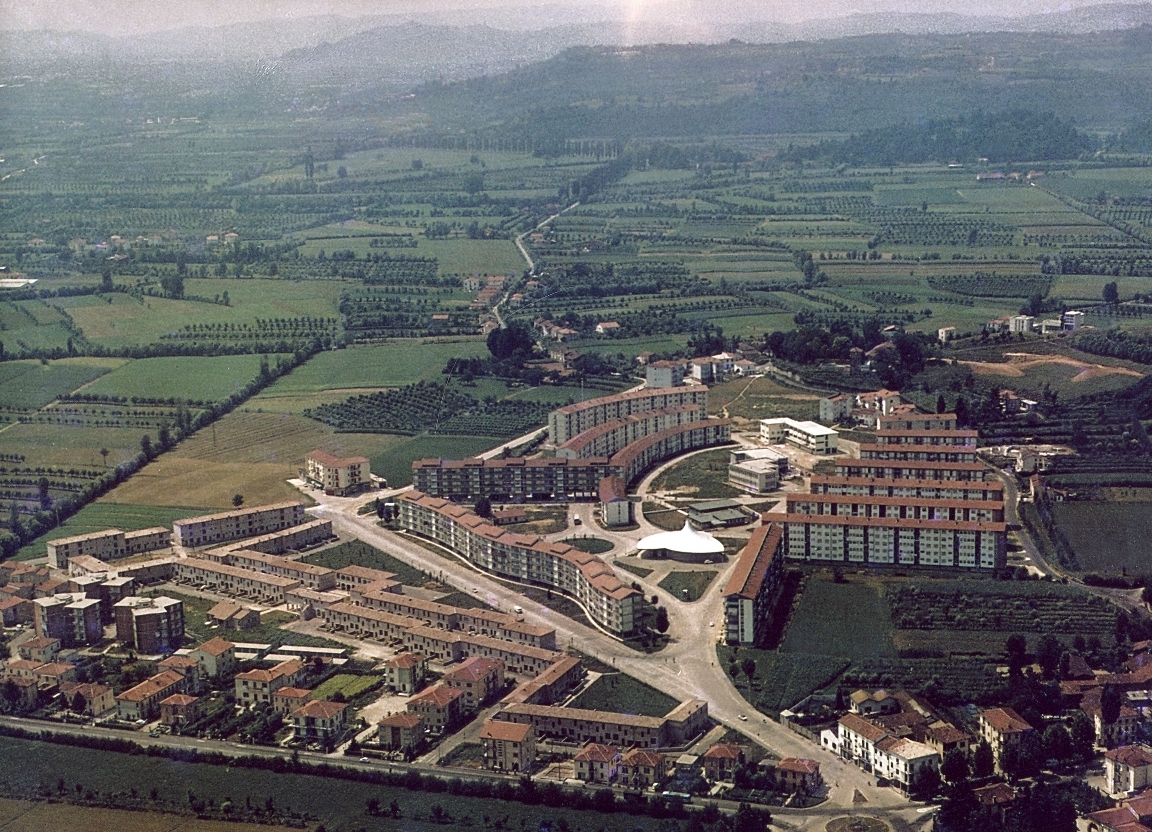
Il Villaggio del Sole di Vicenza

Sergio Ortolani, dopo aver frequentato il liceo artistico, si laureò in architettura alla Regia Scuola Superiore di Architettura di Valle Giulia di Roma nel 1936, sotto la guida di Arnaldo Foschini. L'anno successivo si iscrisse all'ordine degli architetti. Di madre vicentina, fece ritorno nel capoluogo berico, dove dal 1945 condivise uno studio, in corso Palladio, con il cugino ing. Antonio Cattaneo: i due collaborarono alla ricostruzione del capoluogo Berico negli anni del secondo dopoguerra. Loro sono i progetti per la Fiera Campionaria nei Giardini Salvi (nel 1969 trasferita nella zona industriale), per la stazione delle Ferrovie e Tramvie Vicentine e numerosi progetti di edilizia religiosa. 
Da ricordare fu anche la sporadica collaborazione con l'ing. Sergio Musmeci, che portò tra le altre alla realizzazione della copertura del Cinema Parrocchiale di Montecchio Maggiore e soprattutto al progetto per il quartiere Villaggio del Sole di Vicenza, commissionato dall'INA-Casa, di cui Ortolani fu progettista capo.

## Opere (parziale)
- 1946-1948: Ex Fiera campionaria ai Giardini Salvi, Vicenza (con A. Cattaneo)
- 1948-1956: Stazione delle Ferrovie e Tramvie Vicentine, Vicenza (con A. Cattaneo)[3]
- 1951: Progetto per il nuovo Teatro Verdi, Vicenza
- 1956: Progetto per il Ponte sull’Astico, Caltrano (con A. Cattaneo e S. Musmeci)[4]
- 1956-1961: Chiesa parrocchiale di San Benedetto Abate, Bertesinella, Vicenza[5]
- 1957: Cinema parrocchiale di San Pietro, Montecchio Maggiore (con A. Cattaneo e S. Musmeci)[6]
- 1957-1958: Progetto per la Cappella dei Ferrovieri, Vicenza (con S. Musmeci)[7]
- 1957-1960: Quartiere di Villaggio del Sole per l'INA-Casa, Vicenza (con A. Cattaneo, S. Musmeci, T. Panciera, R. Todesco, P. Grazioli e G. Ferrari)[8]
- 1960-1962: Chiesa parrocchiale di San Carlo, Villaggio del Sole, Vicenza (con A. Cattaneo e S. Musmeci)[9]
- 1962-1964: Chiesa parrocchiale di Santa Maria, Pievebelvicino (con A. Cattaneo)[10]
- 1965-1966: 
  - Chiesa parrocchiale di Santa Maria Assunta, Sarcedo[11]
  - Chiesa parrocchiale di Sant'Antonio, Quartiere dei Ferrovieri, Vicenza[12]
- 1975-1978: Chiesa parrocchiale di San Giuseppe Lavoratore, Quartiere Mercato Nuovo, Vicenza[13]

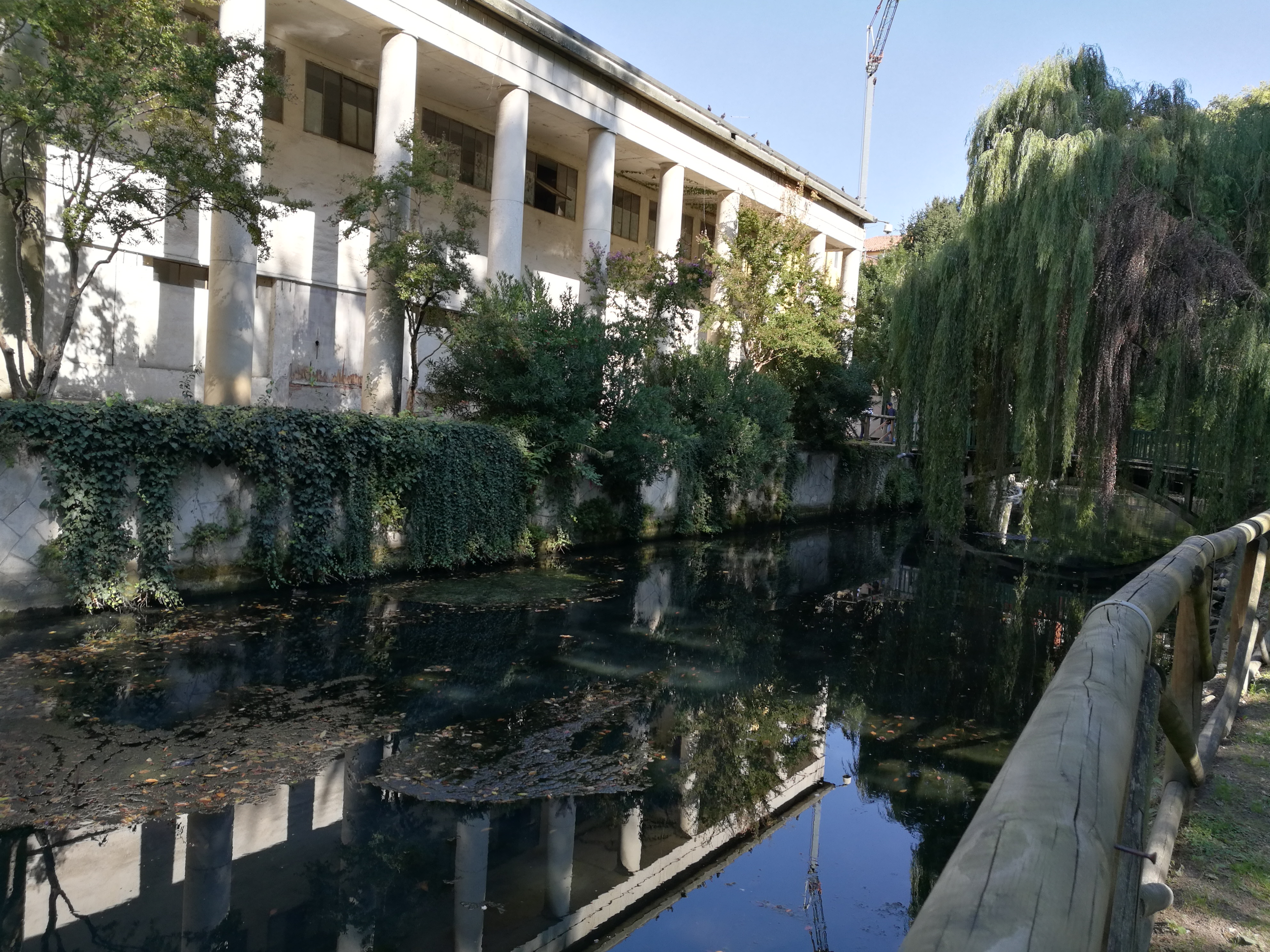
L'ex Fiera Campionaria nei Giardini Salvi
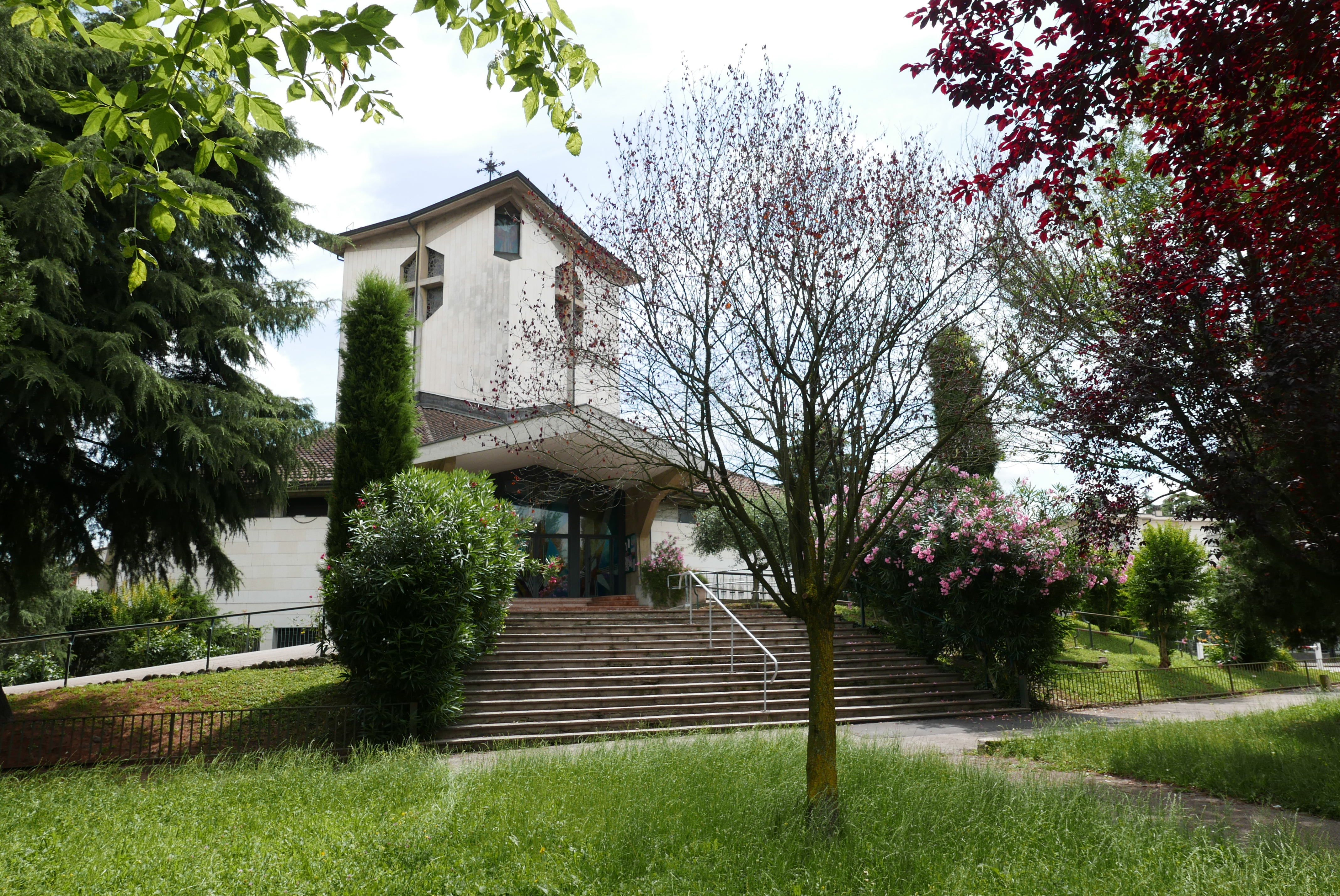
La chiesa parrocchiale di Sant'Antonio
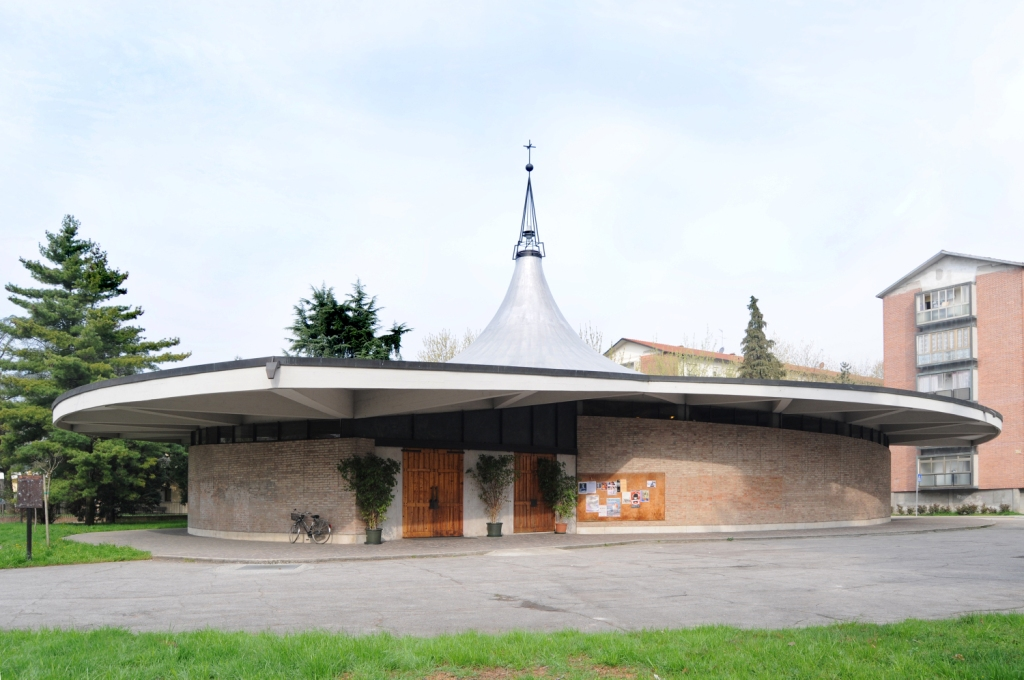
La chiesa parrocchiale di San Carlo
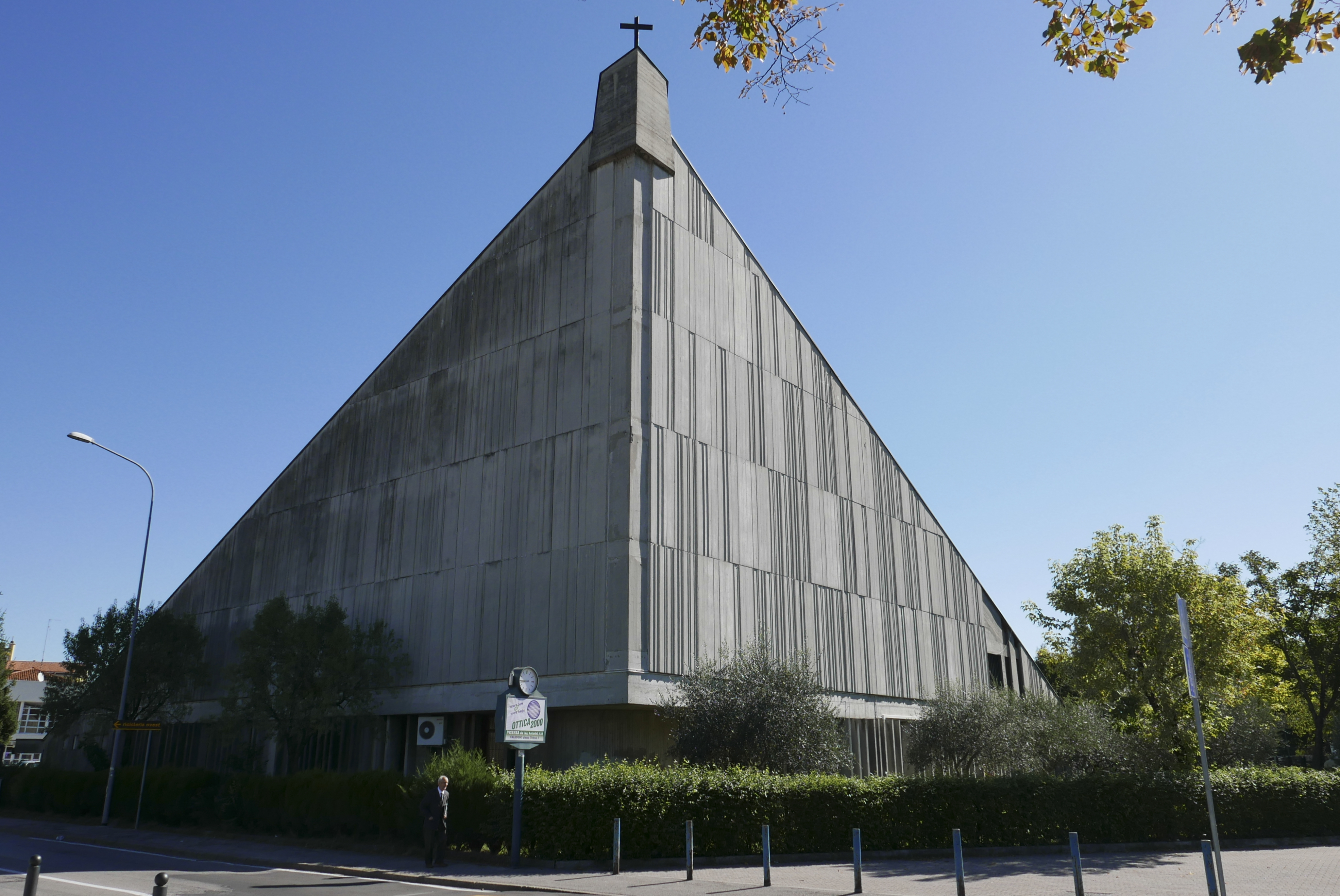
La chiesa parrocchiale di San Giuseppe Lavoratore
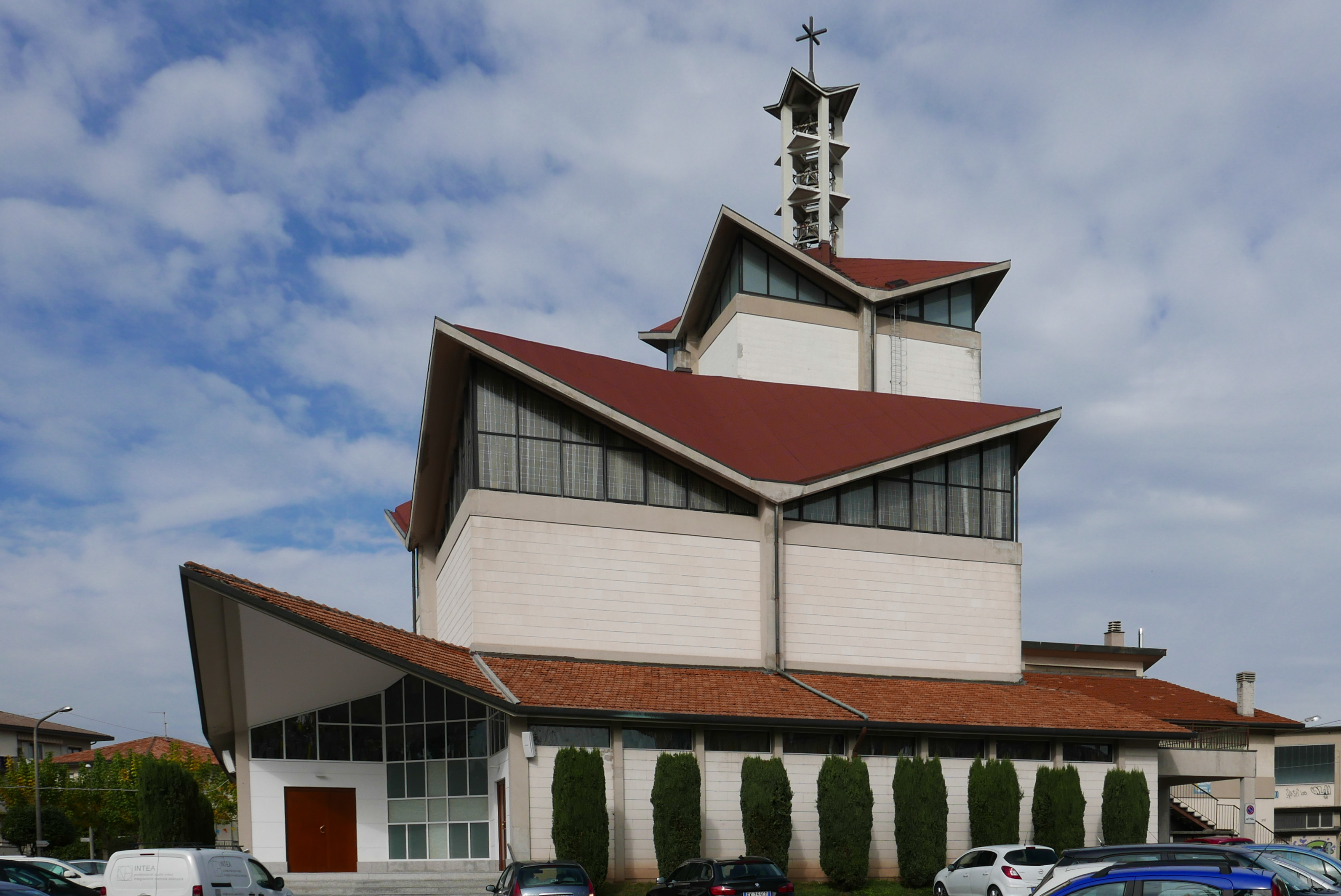
La chiesa parrocchiale di San Benedetto Abate